# Talibon
Talibon è una municipalità di prima classe delle Filippine, situata nella Provincia di Bohol, nella Regione del Visayas Centrale.
Talibon è formata da 25 baranggay:
- Bagacay
- Balintawak
- Burgos
- Busalian
- Calituban
- Cataban
- Guindacpan
- Magsaysay
- Mahanay
- Nocnocan
- Poblacion
- Rizal
- Sag

- San Agustin
- San Carlos
- San Francisco
- San Isidro
- San Jose
- San Pedro
- San Roque
- Santo Niño
- Sikatuna
- Suba
- Tanghaligue
- Zamora